# 走潟村
走潟村（はしがたむら）は、熊本県飽託郡にあった村。

## 地理
- 河川：緑川、浜戸川

元々は飽田郡川口村（現・熊本市南区）と陸続きだった。川尻方面から流れてくる緑川は村の南側へ大きく迂回し、宇土郡緑川村（現・宇土市緑川駅周辺）との間を通って有明海へ流れ出ていた。この極端な湾曲により洪水時の水はけが悪かったため、文政9年（1826年）より排水路が掘られ（嘉永新川）、昭和17年（1942年）までにこれを拡幅して新川を緑川本流とした。走潟以西の浜戸川が旧緑川本流である。

## 歴史
- 1889年（明治22年）4月1日 - 町村制施行に伴い、一村単独村政による飽田郡走潟村が発足。
- 1896年（明治29年）4月1日 - 託麻郡と飽田郡が合併し飽託郡となる
- 1954年（昭和29年）10月1日 - 宇土郡不知火村の一部（伊無田）とともに宇土郡宇土町に編入。

## 学校
- 走潟村立走潟小学校